# R Leporis
R Leporis är en pulserande variabel av Mira Ceti-typ (M) i stjärnbilden Haren. Den var den första stjärnan i stjärnbilden som fick en variabeldesignation åsatt..
Stjärnan kallas på engelska även Hind’s Crimson Star, utifrån dess rödrosa färg, efter den brittiske astronomen John Russell Hind, som observerade stjärnan 1845. Den har en visuell magnitud som varierar mellan +5,5 och 11,7 med en period av 445 dygn.

## Fotnoter
1. ↑  Variabelstjärnornas beteckningar börjar med bokstäverna R-Z, därefter A-Q , följt av RR-ZZ och AA-QQ, varefter de börjar betecknas med bokstaven V och ett ordningsnummer, från och med V335.